# Pantalla de píxeles telescópicos
Una Pantalla de píxeles telescópicos o TPD (acrónimo del inglés Telescopic Pixel Display) es una pantalla que se basa en una tecnología que imita la óptica de un telescopio. Es una pantalla reflectiva formada por unos píxeles donde cada uno de los cuales actúa como un telescopio en miniatura.

## Estructura
Los píxeles de una TPD están compuestos por 2 espejos opuestos: un espejo primario que está orientado hacia la fuente de luz (en el lado opuesto de la pantalla) y tiene un agujero en el centro, y un espejo secundario más pequeño, colocado delante del primero y orientado al revés.
Cada píxel se produce en dos mitades por fotolitografía y técnicas de grabado.
El espejo secundario simplemente está compuesto por aluminio estampado sobre vidrio.
El espejo primario es un poco más complicado de fabricar; primero, un electrodo de óxido de indio o ITO (Indium Tin Oxide) se deposita sobre un sustrato de vidrio y se recubre con poliamida . La poliamida actúa como un aislante eléctrico para el espejo primario.
Entonces el aluminio se pone sobre la poliamida y se hacen unos agujeros de 20 micras de diámetro. El conjunto de espejos primarios finalmente se deberán alinear con los espejos secundarios.
El último paso de la fabricación del espejo primario es un grabado en seco que elimina la poliamida de debajo de los agujeros de la capa de aluminio, y se obtienen las secciones de aluminio suspendidas en el espacio libre. Estas secciones de aluminio podrán deformarse cuando se aplique un voltaje entre el metal y la capa del electrodo ITO. Una vez se ha terminado de montar, cada píxel tiene 100 μm de diámetro.

## Funcionamiento
Cuando no hay campo eléctrico (Fig. 1), los espejos se mantienen paralelos y la luz se refleja de nuevo hacia la fuente de luz sin llegar a proyectarse en la pantalla. Pero cuando se aplica una tensión entre el espejo primario (membrana de metal) y el electrodo ITO (Fig. 2), el espejo primario se curva formando una parábola. La curvatura concentra la luz en el espejo secundario, que refleja la luz a través del agujero del espejo primario y llega a la pantalla.

## Ventajas e Inconvenientes

### Ventajas
- Este diseño permite aumentar la cantidad de luz de la fuente que llega a la pantalla; con los experimentos realizados hasta ahora se llega alrededor del 36%, que supone unas tres veces más luz que la que emite una pantalla LCD.

- En comparación con la infraestructura utilizada actualmente por LCD, el método de fabricación de estos píxeles es más económico.

- El tiempo de respuesta del píxel (mínimo tiempo necesario para cambiar el color o el brillo de un píxel) es de 0.625 ms, mejor que la pantalla LCD, que tiene un tiempo de respuesta de 2 a 10 ms.

### Inconvenientes
- Con los prototipos con los que se ha experimentado hasta ahora (2009) la relación de contraste alcanzada ha sido muy pobre.
- No se han realizado pruebas de durabilidad, pero se cree que puede ser un problema debido a los constantes movimientos a que está sometido el espejo primario.
- Otra de las actuales limitaciones es el relativamente alto voltaje necesario para su funcionamiento (120 V).